# Артур Тарнер (аматерски фудбалер)
Артур Тарнер, ? — ? ) је бивши британски аматерски фудбалер, освајач златне медаље на Летњим олимпијским играма 1900.
Био је фудбалер Аптон парка из Лондона. Играо је у нападу. Како је Национални олимпијски комитет одлучио да клуб Аптон парк учествује на олимпијском фудбалском турниру 1900. у Паризу и он се нашао тамо. Одиграли су само једну утакмицу против француске екипе УСФСА, коју су добили са 4:0 у којој је и постигао један погодак и освојила прво место.
Овај турнир је накнадно МОК признао као први фудбалски турнир на олимпијским играма и ретроактивно поделио медаље. Уједињено Краљевство је тако освајањем првог места освојило и златну медаљу, прву у историји Олимпијског фудбалског турнира и историји фудбалског спорта у Уједињеном Краљевству. ФИФА и даље сматра овај турнир као демонстрациони.